# Elisabeth von Lothringen

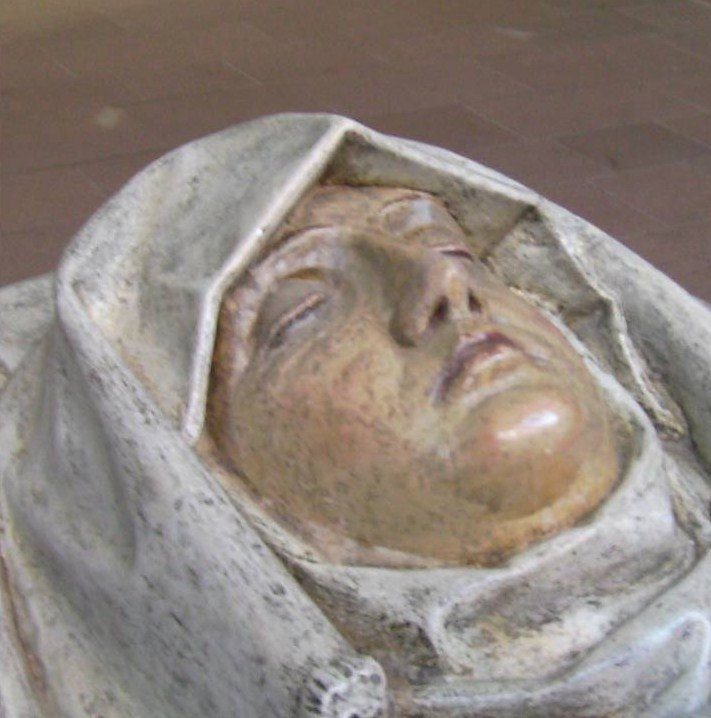
Elisabeth von Lothringen

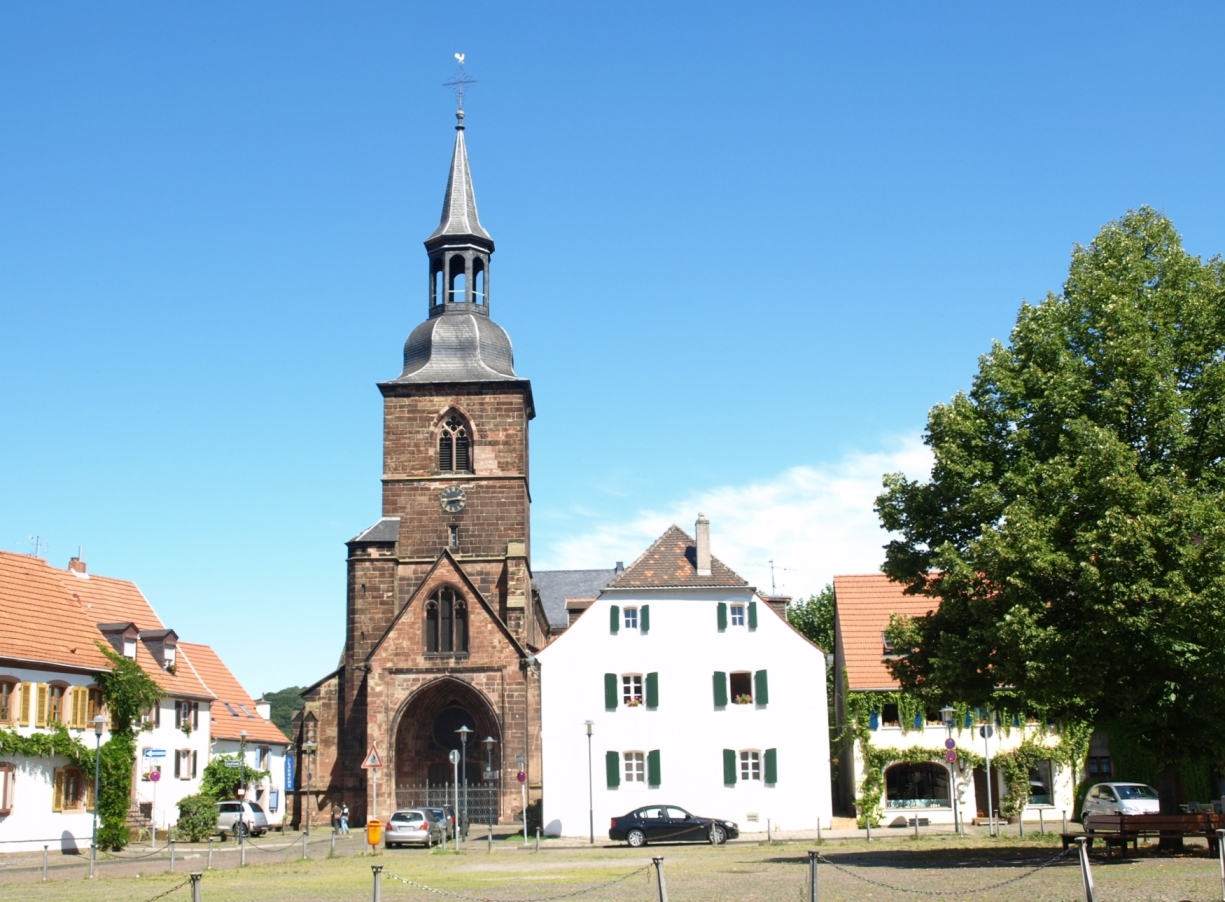
Stiftskirche St. Arnual

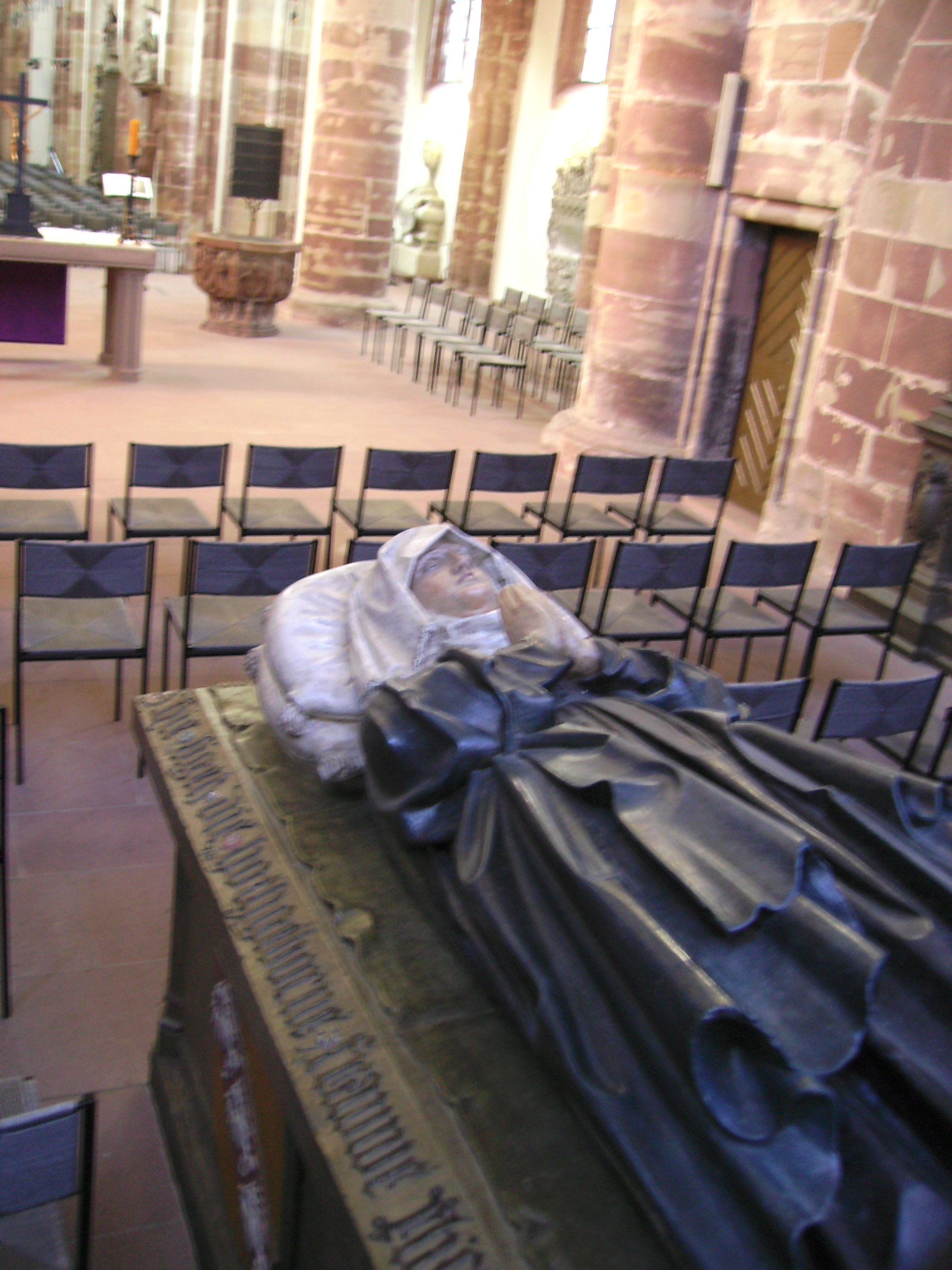
Tumba in der Stiftskirche St. Arnual

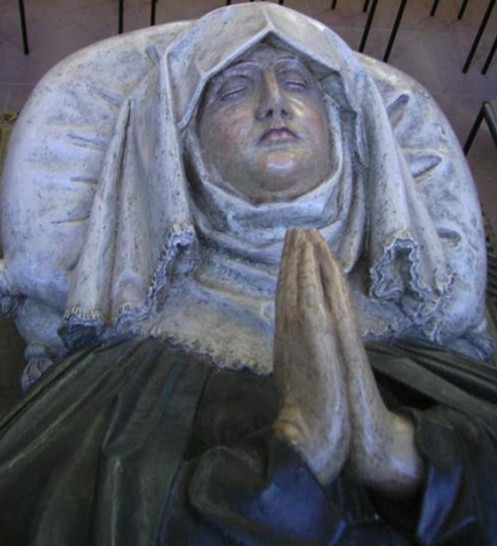
Elisabeth: Bildnis auf ihrer Tumba in der Stiftskirche St. Arnual

Elisabeth von Lothringen, Gräfin von Nassau-Saarbrücken (* um 1395 in Lothringen ; † 17. Januar 1456 in Saarbrücken) war eine Wegbereiterin des Prosaromans in frühneuhochdeutscher Sprache. Sie übersetzte und bearbeitete um 1437 vier französische höfische Romane (Chanson de geste): „Herpin“, „Sibille“, „Loher und Maller“ und „Huge Scheppel“.

## Biografie
Elisabeth war eine Tochter des Grafen von Vaudémont, Friedrich von Lothringen (1368–1415), und seiner Gattin Margarete von Vaudémont-Joinville (Margarete von Widmont, ca. 1354–1418). Ihr genaues Geburtsjahr ist unbekannt, doch muss sie nach 1393, dem Jahr der Heirat ihrer Eltern, geboren worden sein. Am 11. August 1412 wurde sie die zweite Gemahlin von Graf Philipp I. von Nassau-Saarbrücken (1368–1429). Nach dessen Tod im Jahr 1429 übernahm sie bis 1438 bzw. bis 1442 die Regentschaft für ihre unmündigen Söhne Philipp II. (1418–1492) und Johann III. (1423–1472). Zu den Kindern Elisabeths gehörte auch Margarethe von Rodemachern (1426–1490).
Das Nassau-Saarbrücker Territorium umfasste Gebiete an der mittleren Saar, an der Blies, im östlichen Lothringen, im heutigen Donnersbergkreis um die Stadt Kirchheimbolanden, im Taunus, an der Lahn sowie im lothringischen Commercy an der Maas. Elisabeth gelang es, in teilweise turbulenten Zeiten ihr Reich zusammenzuhalten und Streitigkeiten mit den umliegenden Herrschaftsgebieten zu vermeiden. Unter ihrer Ägide entwickelte sich Saarbrücken zu einer Residenzstadt mit der Grafenburg auf dem steil zur Saar abfallenden Burgfelsen als Kernpunkt. Bis dahin existierte noch keine ortsgebundene zentrale Verwaltung, die Landesherren bereisten vielmehr unentwegt ihre oft verstreut liegenden Besitztümer, um den Herrschaftsanspruch durch ihre Präsenz zu untermauern (Reiseherrschaft).
Elisabeth starb am 17. Januar 1456. Entgegen den Gepflogenheiten der alten Grafen von Saarbrücken, die sich in Wadgassen bestatten ließen, wählte Elisabeth St. Arnual (Saarbrücken) als ihre letzte Ruhestätte. Ihr Grabmal befindet sich in der dortigen Stiftskirche, die in der Folge 200 Jahre lang zur Erbgrablege des Hauses Nassau-Saarbrücken wurde.

## Literarisches Schaffen
Obwohl es in der mittelalterlichen deutschen Literatur viele Frauen wie z. B. Mechthild von Magdeburg gibt, die geistliche Texte verfassten, fehlen Autorinnen säkularer Werke. Erst im 15. Jahrhundert lassen sich einige adlige Frauen mit weltlicher deutscher Literaturproduktion in Verbindung bringen, so Elisabeth von Lothringen und Eleonore von Schottland. Elisabeth, die im französischen Kulturraum großgeworden war, besaß verwandtschaftliche Beziehungen zu französischen und südwestdeutschen literaturfördernden Höfen, so etwa zu jenem in Nancy, an dem ihr Onkel Karl von Lothringen Künstler und humanistische Gelehrte um sich scharte. Karls Gattin Margarete stellte persönliche Kontakte zwischen Elisabeth und dem „Musenhof“ in Heidelberg und Mechthild von der Pfalz her. Ferner gehörte Elisabeths Bruder Antoine zum Dichterkreis um Charles d’Orleans. Der kulturelle Austausch zwischen den Höfen stellte eine bedeutende Voraussetzung für Elisabeths literarische Vermittlungstätigkeit dar.
Im Umfeld Elisabeths wurden in der ersten Hälfte des 15. Jahrhunderts vier jüngere französische Chansons de geste aus dem Romanzyklus um Karl den Großen und dessen Nachkommen, nämlich Herpin, Sibille, Loher und Maller und Huge Scheppel, in frühneuhochdeutsche Prosa übertragen. In der Subskription der Manuskripte des Loher und Maller sowie in der zweiten Vorrede des ältesten Drucks von Huge Scheppel, den Hans Grüninger 1500 in Straßburg herausgab, wird Elisabeth explizit als Verfasserin genannt. Wolfgang Liepe (Elisabeth von Nassau-Saarbrücken, 1920) suchte zu zeigen, dass Elisabeth auch den Herpin und die Sibille übersetzt habe. Im Gegensatz zur älteren Forschung halten es aber einige neuere Forscher wie Ute von Bloh für unwahrscheinlich, dass Elisabeth selbst die Chansons de geste übersetzte. Zumindest dürfte die Gräfin die Initiatorin der Übertragungen gewesen sein, mit denen – trotz vereinzelter Vorläufer wie der Prosa-Lancelot (Mitte des 13. Jahrhunderts) – der Prosaroman in deutscher Sprache erst begann und sich bald darauf etablierte.
Der Subskription des Loher und Maller zufolge beauftragte Elisabeths Mutter 1405 die Erstellung einer Abschrift der vier genannten französischen Chansons. In den 1430er Jahren erfolgte die Übertragung dieser Abschrift ins Frühneuhochdeutsche, die auf Basis eines neuen, von Johann seiner Mutter Elisabeth in den 1450er Jahren zugesandten Exemplars der Chansons de geste überarbeitet wurde. Diese unmittelbaren französischen Vorlagen blieben nicht erhalten, nur in einem Wiesbadener Fragment finden sich einige Verse des Loher und Maller.
Die ältesten erhaltenen Manuskripte der übersetzten deutschen Prosaromane stammen aus der zweiten Hälfte des 15. Jahrhunderts, entstanden also erst nach Elisabeths Ableben. Sechs von ihnen gehörten immerhin Verwandten Elisabeths. Johann III., der jüngere Sohn Elisabeths, besaß drei in Hamburg und Wolfenbüttel befindliche, alle vier Prosaepen enthaltende, großformatige und illustrierte Handschriften, Elisabeths Tochter Margarethe von Rodemachern einen in Heidelberg aufbewahrten Codex des Loher und Maller, die mit Elisabeth entfernt verwandten Grafen von Manderscheid-Blankenheim ein Kölner Manuskript desselben Epos sowie die ebenfalls mit Elisabeth verwandte Margarethe von Savoyen eine in Heidelberg verwahrte Handschrift des Herpin. Es existieren fünf im späten 15. Jahrhundert entstandene Manuskripte des Loher und Maller sowie drei des Herpin; dagegen gibt es nur eine, auf 1455/72 datierte Handschrift in Hamburg, die den Text des Huge Scheppel und anschließend jenen der Sibille enthält.

### Herpin
Die Bezeichnung dieses Prosaromans als Herpin stammt von Karl Goedeke, während die drei in Berlin, Wolfenbüttel und Heidelberg erhaltenen Handschriften des späten 15. Jahrhunderts das Werk als Lewen buch von Burges in Berrye titulieren. Inhaltlich ist der Herpin aus dem altfranzösischen Lion de Bourges (14. Jahrhundert) abgeleitet, doch bildete keine von dessen beiden überlieferten Versionen die direkte Vorlage für die deutsche Übersetzung.
Am Beginn des Romans steht die Schilderung von falschen Anschuldigungen gegen Herzog Herpin von Bourges, († um 1109) der hier als Vasall Karls des Großen erscheint. Karl wird als schwacher Charakter gezeichnet, der auf die Einflüsterungen böser Berater und Feinde Herpins hört. Gemeinsam mit seiner schwangeren Gattin flieht Herpin in die Wälder und kann verschiedenen Nachstellungen entgehen. Die Familie wird jedoch getrennt, nachdem Herpins Gemahlin einen Knaben geboren hat. Eine Löwin säugt das verlassene Baby, weshalb dieses später den Namen Löw erhält. Ein Ritter, der Löw findet, sorgt für dessen standesgemäße Erziehung. Inzwischen wird Herpins Gattin nach Toledo verschlagen, tötet den Anführer der diese Stadt belagernden Armee und entscheidet so den Krieg. Erwachsen geworden heiratet Löw eine Königstochter, hat mit ihr die Söhne Ölbaum und Wilhelm und wird letztlich von Karl dem Großen als Herr seines wiedererlangten ererbten Besitzes von Bourges anerkannt. Seine zurückgekehrten Eltern sterben eines gewaltsamen Todes. Löws Söhne ziehen in die Welt hinaus, verheiraten sich und bekommen Kinder, finden aber nach ihrer Heimkehr ebenfalls ein gewaltsames Ende. Schließlich rächt die nächste Generation den Tod ihrer Eltern.
Der Herpin, in dem die erotischen Passagen seiner Vorlage gekürzt sind, der aber ansonsten eine recht getreue Übersetzung darstellt, wurde erstmals 1514 in Straßburg gedruckt und 1865 in bearbeiteter Form von Karl Simrock in den Deutschen Volksbüchern (Bd. 11, S. 213–445) herausgegeben.

### Königin Sibille
Die Chanson de geste von der Reine Sebile, die um 1250 entstand, ist nur bruchstückhaft überliefert; insgesamt sind 507 Verse aus drei unterschiedlichen Versionen bekannt. Nicht nur die deutsche Übertragung, sondern auch eine französische und eine spanische Prosafassung hatten diese Chanson zur Ausgangsbasis. Von der deutschen Version, der Königin Sibille, existiert nur ein auf 1455/72 datiertes, in der Staats- und Universitätsbibliothek Hamburg aufbewahrtes Manuskript; auch wurde der Prosaroman nie gedruckt.
Die Titelheldin Sibille ist die Tochter des Kaisers von Konstantinopel, die von Karl dem Großen umworben wird, ihm schließlich nach Frankreich folgt und ihn heiratet. Im weiteren Handlungsverlauf wird das Motiv der zu Unrecht verstoßenen Gemahlin aufgegriffen: Ein unansehnlicher Zwerg versucht mit der Königin zu schlafen, wird aber von ihr abgewehrt. Daraufhin kriecht der Zwerg während Karls Abwesenheit in der Kirche unter Sibilles Bettdecke, so dass Karl nach seiner Rückkehr an einen Ehebruch seiner schwangeren Gattin glaubt und sie zuerst verbrennen lassen will, schließlich aber verbannt. In Begleitung eines treuen Bauern besteht Sibille im Exil viele Abenteuer, gebiert ihren Sohn Ludwig und kehrt zuletzt nach Konstantinopel zurück. Ihr Vater führt seine Streitkräfte gegen Frankreich, um Karl zur Wiederaufnahme seiner Gattin zu zwingen. Nach vielen Verwicklungen lässt sich Karl endlich von Sibilles Freunden überzeugen, dass er ungerecht gehandelt hat und dass die Feinde der Königin den Tod verdienen.

### Loher und Maller
Die Vorlage des 1437 entstandenen Loher und Maller war eine auf mehreren Quellen beruhende, aus dem 14. Jahrhundert stammende Chanson de geste, von der nur eine Ende des 14. Jahrhunderts niedergeschriebene mittelniederländische Version fragmentarisch überliefert ist. Insgesamt sind fünf Handschriften des Loher und Maller bekannt, die im späteren 15. Jahrhundert verfasst wurden und heute in Hamburg, Heidelberg, Köln, Křivoklát und Wien deponiert sind. Der Roman hält sich wenig an geschichtliche Fakten; der Thronfolgestreit Lothars I., Sohn Ludwigs des Frommen, wird hier auf Loher übertragen, der als jüngerer Sohn Karls des Großen dargestellt ist und hinter dem wohl die Figur des Merowingerkönigs Chlothar I. steht.
Im Roman wird zunächst erzählt, dass Karl der Große seinen jungen Sohn Loher, den er mit Sibille gezeugt hat, für sieben Jahre verbannt, da dieser zu ausschweifend lebt. Karl gibt ihm aber ein Gefolge und reichlich finanzielle Mittel mit auf den Weg. In der Begleitung Lohers, der nun auf Abenteuer auszieht, befindet sich sein treuer Gefährte Maller, Sohn des Königs Galien und der Königin Rosemunde. Öfters gerät Loher in große Not, wird auch gefangen, vermag sich aber aufgrund seines Muts und der List Mallers jedes Mal zu befreien. Er gewinnt die Gunst des byzantinischen Kaisers Orscher, ehelicht dessen Tochter und folgt ihm auf den Thron. Vom Papst wird er auch zum römischen Kaiser erhoben, dann aber von bösen Räten seines Bruders Ludwig bei Paris entmannt. Loher führt daraufhin u. a. mit Unterstützung Mallers harte Kämpfe gegen seine Widersacher, besiegt seinen Bruder, rächt sich an den Verrätern und söhnt sich mit Ludwig aus. Später tötet er seinen Freund Maller unwillentlich durch einen Messerwurf, wird deshalb von dessen Familie bekriegt, schließt mit dieser aber letztlich einen Vergleich und lebt dann als Eremit.
Lose angehängt an die Hauptgeschichte ist eine Erzählung, in der Lohers Bruders Ludwig in den Vordergrund tritt. Ludwig bekämpft seinen Neffen Isembart, der sich mit einer heidnischen Adligen vermählt hat und daraufhin Christen bekriegt. Es handelt sich bei diesem Schlussteil um eine Bearbeitung des nur in Bruchstücken überlieferten Gormont-Isembart-Epos aus dem 11./12. Jahrhundert.
Loher und Maller wurde erstmals 1514 in Straßburg gedruckt, 1805 von Dorothea Schlegel in verkürzter Form in zeitgemäßes Deutsch übersetzt und 1868 von Karl Simrock sprachlich modernisiert herausgegeben.

### Huge Scheppel
Von dem Prosaroman Huge Scheppel blieb nur ein um 1455/72 hergestelltes Manuskript in Hamburg erhalten. Bei diesem Werk handelt es sich um eine Übertragung der wenig bekannten, aus dem Anfang des 14. Jahrhunderts stammenden Chanson de geste Hugues Capet, einem Spätwerk der Karolinger-Geste. Allerdings weicht die deutsche Übersetzung von der erhaltenen Version des Hugues Capet ab. Im Mittelpunkt steht als Titelheld Hugo Capet, der 987 dem letzten Karolinger Ludwig V. als französischer König folgte und eine neue Herrscherdynastie, die Kapetinger, stiftete. Entgegen der historischen Fakten erzählt das Epos die bereits im 13. Jahrhundert volkstümliche Fabel nach, die Huge zum Sohn eines begüterten Adligen und einer Metzgerstochter macht. Darüber hinaus wird Huge, um ihn näher mit Karl dem Großen zu verbinden, als Nachfolger von dessen in der ersten Hälfte des 9. Jahrhunderts regierenden Sohn Ludwig dem Frommen dargestellt.
Dem Prolog des Huge Scheppel zufolge hinterließ Ludwig der Fromme nur eine Tochter, Marie, die zur Thronfolge berechtigt war. Da aber unter den Freiern um ihre Hand Krieg ausbrach, wurden in späteren Zeiten nur Königssöhne als Erbfolgeberechtigte zugelassen. Die eigentliche Handlung setzt mit der Erzählung vom jungen Huge ein, der nach dem Tod seines Vaters dessen Vermögen bei Liebesabenteuern verschwendet und zehn uneheliche Söhne zeugt. Er besteht dann Abenteuer in Brabant und Friesland und bekämpft in der Folge als Beschützer der Thronerbin Marie in mehreren sehr brutal geführten Schlachten erfolgreich deren viele nach der Krone Frankreichs strebenden Freier, wobei er Unterstützung von Seiten der Pariser Bürger und seiner zehn illegitimen Söhne erhält. Schließlich darf er als Dank für seine Bemühungen die Kronprinzessin heiraten und wird französischer König.
In seiner neuen Herrscherstellung muss Huge sich gegen Graf Friedrich von der Champagne und dessen Freund Herzog Asselin behaupten, die gegen Orléans ziehen, wo sich die Königin aufhält, und die Stadt erobern. Die schwangere Marie vermag sich aber zuvor in einen von den Angreifern nicht zu nehmenden Turm zu flüchten. Um ihre Mutter zu retten, die in Friedrichs Gewalt geraten ist, liefert sich die Königin dann doch ihrem Widersacher aus. Unterdessen gerät Huge in einen Hinterhalt und entrinnt nur knapp dem Tod. Als Einsiedler verkleidet gelangt er nach Orléans zurück und kann schließlich seine Feinde niederringen und seine Gemahlin zurückgewinnen. Friedrich und Asselin werden gefangen genommen und später enthauptet. Im letzten Kapitel werden kurz Huges erfolgreicher Feldzug gegen die Muslime und andere Ereignisse seiner Regierung als französischer König beschrieben. Sein ältester Sohn Ruprecht folgte ihm auf den Thron nach.
Zwar gibt die deutsche Übertragung ebenso wie die drei zuvor beschriebenen Prosaromane die französische Vorlage recht genau wieder, doch ist sie stilistisch etwas freier und glättet die beim Herpin sowie beim Loher und Maller noch deutlich durchschimmernden Laissen-Absätze. Auch werden Ungereimtheiten beseitigt, die politische Lage ausführlicher dargestellt und Huges häufige Liebesaffären dezent gekürzt, die Brutalität der Kampfhandlungen hingegen nur wenig gedämpft.
Huge Scheppel erfreute sich größerer Beliebtheit als die anderen drei oben erwähnten Romane, wurde vor ihnen als erster 1500 (in der kürzenden Bearbeitung von Conrat Heyndörffer nach der handschriftlich nicht überlieferten älteren Fassung) von Hans Grüninger in Straßburg gedruckt, 1556 von Hans Sachs dramatisiert und erlebte als anonymes und zumeist Hug Schapler tituliertes Volksbuch zahlreiche Neuauflagen. Die weitere Verbreitung des Romans ab dem 16. Jahrhundert erklärt sich wohl durch die ungewöhnliche und für Elisabeths Zeitgenossen aktuelle Thematik des Aufstiegs zum Herrscher aus eigener Kraft trotz unstandesgemäßer Abstammung. Allerdings ist der Huge Scheppel kaum als Beleg für bürgerlichen Aufstiegswillen anzusehen, da der Titelheld keine bürgerlichen Werte verkörpert, sondern von Anfang an einen jungen, machtbewussten Ritter repräsentiert. Seine mindere Herkunft entspricht der anfänglichen Lage der verbannten Helden der anderen drei Romane, sein Aufstiegswille deren Drang nach Erringung der Macht. 1810 integrierte Achim von Arnim die Geschichte des Hug Schapler nach der Version des Druckes von 1537 in den Roman Armut, Reichtum, Schuld und Buße der Gräfin Dolores.

## Nachleben
Noch zu ihren Lebzeiten sorgte Elisabeth für ihre Erbfolge. 1439 teilte sie ihre Besitztümer unter ihren beiden Söhnen auf: ein rechtsrheinisches Gebiet sprach sie ihrem älteren Sohn Philipp, dem Grafen von Nassau-Weilburg, zu, den linksrheinischen Bereich vergab sie an ihren jüngeren Sohn Johann Graf von Nassau-Saarbrücken. Letztgenannter hatte wohl auch, im Gegensatz zu seinem Bruder, einen persönlichen Bezug zur literarischen Tätigkeit seiner Mutter. Unter anderem ließ er prächtig ausgestattete Handschriften von Ritterromanen, die Elisabeth übersetzt hatte, anfertigen. Handschriften-Exemplare und frühe Drucke befinden sich in der Herzog August Bibliothek (Wolfenbüttel) und der Staats- und Universitätsbibliothek Hamburg.
Im April 2007 fand in Saarbrücken anlässlich der Beteiligung Saarbrückens an den Aktivitäten der Europäischen Kulturhauptstadt Luxemburg eine umfangreiche Plakatausstellung zu den Romanen Elisabeths statt. Der Europäische Schriftstellerkongress in Saarbrücken am 16. Oktober 2007 stand unter dem Motto „Ir herren machent fryden“, mit dem Elisabeth ihre Übersetzungen begann. Ihr Leben wurde im 2007 veröffentlichten Roman Die Grenzgängerin von Ulrike und Manfred Jacobs (erschienen bei Gollenstein) aufgegriffen.

## Ausgaben
- Ein lieplichs lesen vnd ein warhafftige Hystorij wie einer der da hieß Hug schäpler vnd wz metzgers gschlecht ein gewaltiger küng zu Franckrich ward, Grüninger, Straßburg 1500 (Inkunabel, im Besitz der Staats- u. Univ.-Bibl. Hamburg)
- Ein schöne warhaftige hystory von Keiser Karolus sun genant Loher oder Lotarius : wie er verbant ward siben iar vß dem künigreich vnd wie er sich die selbig zeit so ritterlich bruchte, Grieninger, Straßburg 1514 (Druck im Besitz der Staats- u. Univ.-Bibl. Hamburg)
- Ein Schöne vnnd warhaffte History von dem teüren geherczten vnd manhafftigen Huge Schappler … Von newen getruckt. Grübninger, Straßburg 1537 (Druck im Besitz der Staats- u. Univ.-Bibl. Hamburg)
- Hermann Urtel (Hrsg.): Der Huge Scheppel der Gräfin Elisabeth von Nassau-Saarbrücken nach der Handschrift der Hamburger Stadtbibliothek. Gräfe, Hamburg 1905 (Nachdruck: Ruland & Raetzer, Saarbrücken 2007, ISBN 3-9811546-0-6)
- Sibille – Das Buch von Konig Karl von Frankrich und siner Husfrouen Sibillen, die umb eins Getwerch willen verjaget wart, freie Übertragung ins Hochdeutsche von Yvonne Rech mit Illustrationen von Uwe Loebens, hrsg. von der Stiftung für die deutsch-französische kulturelle Zusammenarbeit, Verlag: Bücher bauen Brücken ISBN 978-3-9809584-4-8 (Schmuckkassette enthält außerdem Ausgaben in französischer Sprache – traduit en francais par Maxime-Olivier Lieser – und in luxemburgischer Sprache – eng Iwwersetzung an d'Letzebuergescht vum Chantal Keller – auf der Grundlage der Ausgabe im Hochdeutschen und den Illustrationen dieser Ausgabe)